# المطر الأسود (رواية)
المطر الأسود عنوان رواية للمؤلف الياباني ماسوجي إيبوسي وهي أشهر كتبه عالميا. نُشرت عام 1966م وتُرجمت فوراً إلى الكثير من اللغات، وتحكي معاناة سيدة شابة وأسرتها الذين كانوا من ضحايا قنبلة هيروشيما، وقد فازت هذه القصة بجائزة نوسا للاأدب.
وفي عام 1989 قام المخرج إيمامورا شوهيه بتحويلها إلى فيلم.

## وصلات خارجية
- المطر الأسود على موقع الموسوعة البريطانية (الإنجليزية)